# Касторный, Олег Викторович
Олег Викторович Касторный (укр. Олег Вікторович Касторний; род. 29 августа 1970, Харьков) — советский и украинский футболист, защитник.

## Карьера
Воспитанник харьковского «Металлиста», за который играл в 1987—1994 годах. За клуб сыграл 21 матч в чемпионате СССР и 84 матча в чемпионате Украины, клуба стал финалистом кубка Украины в 1992 году.
В 1995 году перешёл в донецкий «Шахтёр», но сыграв 2 матча, переехал в Россию, в липецкий «Металлург».
В 1998 году перешёл в «Балтику», игравшую на тот момент в высшей лиге. 28 марта в матче против московского «Динамо» дебютировал в чемпионате России. 20 июня того же года в матче первого раунда кубка Интертото против «Спартака» (Варна) дебютировал в еврокубках. Всего за калининградский клуб провёл 10 матчей в высшей лиге.
В 1999 году перешёл в воронежский «Факел», помог команде выйти в высшую лигу. Всего за «Факел» в чемпионате России сыграл 35 матчей.
Последним клубом в России стал красноярский «Металлург». Заканчивал карьеру в украинском клубе «Газовик-ХГД».